# Campanula ekimiana
Campanula ekimiana là loài thực vật có hoa trong họ Hoa chuông. Loài này được Güner mô tả khoa học đầu tiên năm 1985.